# 미국 지명위원회

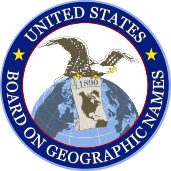

미국 지명위원회(United States Board on Geographic Names, BGN)는 미국 연방 정부 산하의 기구이다.
지명위원회는 1890년에 생긴 이후 1947년 법적 공표를 통해 현재의 형태로 굳어졌다. 자국뿐 아니라 외국의 지리용어를 주관하는 한편 그에 따른 조치, 정책, 원칙 등을 공표하는 일을 한다. 연방 정부에 대해 새로운 지명을 지정해 주거나 논란의 소지가 있는 용어를 해결하는 것이 가장 큰 업무이지만 특정 용어를 수정하거나 논란이 있을 경우 어느 기관이나 보통 시민들도 개정을 요구할 수 있다.

## 용어의 결정
일반적으로 위원회는 지역에서 불리는 이름을 가져다 쓴다. 몇몇의 예외가 있기는 하다. 이를테면 해당 지역에서 부르는 이름이 지나치게 외설적일 경우에는 연방 정부가 직접 새로운 이름을 지명하기도 한다.
용어를 정할 때에는 지구과학/지리 분야의 봉사활동가들이 직접 설문에 참여하여 가장 적합한 이름을 지명하는 데 영향력을 행사하기도 한다. 하지만 특정 용어가 계속해서 경합을 벌일 경우 완전한 용어의 정착에 몇십년이 걸리는 경우도 있다. 내셔널지오그래픽의 지리자료집은 대다수가 미국 지명위원회의 용어를 따온다. 관련 도서집과 지형 정보, 고지도 자료집 또한 위원회의 자료를 가져온 것이기도 하다. 특정 위치의 용어가 여러 개일 경우, 연방 정부가 지정한 용어 또한 기록된다.

## 지명 정보 시스템
BGN은 USGS의 협력을 받아 지명 정보 시스템(Geographic Names Information System, 줄여서 GNIS)을 개발하였다. 이것은 전 세계의 지명, 별명, 주권소재 등을 담고 있는 데이터베이스이다.

## 독도 표기
2008년 7월 24일, 미국 지명위원회는 독도의 한국 영유권을 삭제하였다. 지명 정보 시스템에 수록된 독도 정보에 대해서 2008년 7월 한국에서 문제가 제기되었으며 대한민국에서는 이에 대한 언론보도가 상대적으로 많았다. 그러다가 2008년 7월 31일 기준으로, 독도 분규가 발생하기 이전 상태로 원상 회복하도록 결정이 내려졌다. 그러나 미국 지명위원회는 독도를 `리앙쿠르암'으로 계속 표기하고 영유권은 '한국(SOUTH KOREA)' 또는 '공해(OCEAN)'로 계속 표기하게 된다.

## 북한 지명
북한 지명 역시 잘못 표기하였는데, 그 예로 압록강의 섬을 중국영토, 두만강 하구의 섬을 러시아 영토, 백두산 천지 전역을 중국영토, 서해 5도를 남북한 분쟁지역으로 잘못표기하였다. 북한은 이를 두고 미국을 비난하였다.

## 같이 보기
- 지명 정보 시스템 (GNIS)
- 영국 지명상임위원회

## 참조
1. ↑  <미, 독도표기 왜 원상회복키로 했나>-1,2